# Mental träning
Mental träning är en metod för personlig utveckling som togs till Sverige av Lars-Eric Uneståhl.  
I början av 1980-talet ordnades de första kortkurserna i mental träning vid Högskolan i Örebro. 1987 började kursen ges som en terminslång distansutbildning. Vid en utredning genomförd av högskolan 1989 kritiserades utbildning för dålig kunskapskontroll och för undermålig vetenskaplighet. Vid årsskiftet 1990 avvecklades utbildningen och Uneståhl lämnande Högskolan i Örebro. 
Den mentala träningen består av avspänning, koncentration och visualiseringar för att mentalt förbereda kropp och sinne för mål man själv satt upp.

## Kritik
Kritiken mot utbildningen växte dock inom Högskolan i Örebro och 1989 gjordes en utvärdering av verksamheten där den kritiserades för dålig kunskapskontroll och för dålig vetenskaplig grund. Även Örebro Missionsförening (en frikyrka som sedan 1997 ingår i Evangeliska frikyrkan) riktade kritik mot utbildningen för att vara för fokuserad på individen själv.
Även på senare tid (2018) har metoden kritiserats för att sakna stöd i forskning.

## Skandinaviska Ledarhögskolan
Den akademiska kritiken gjorde att Uneståhl valde att flytta utbildningen till Skandinaviska Ledarhögskolan 1990 (sedan 2019 bedrivs verksamheten under namnet Uneståhl Education). Där drivs den fortfarande under namnet Personlig kompetensutveckling genom mental träning. Där finns också en vidareutbildning för den som vill bli licensierad mental tränare.
Många idrottare, föreläsare och andra kända personer har utbildats i mental träning och gör gärna reklam för utbildningen. Bland dessa kan nämnas Tomas Gustafson, Olof Röhlander, Lasse Gustavson, David Lega, Kjell Fagéus,  och Håkan Ericson.